# Сиворакша мозамбіцька
Сивора́кша мозамбіцька (Coracias spatulatus) — вид сиворакшоподібних птахів родини сиворакшових (Coraciidae).

## Поширення
Вид поширений в Південній Африці. Трапляється в Анголі, на півдні ДР Конго і Танзанії, в Замбії, Зімбабве, Малаві, Мозамбіку та на півночі Ботсвани.

## Опис
Птахи завдовжки 28-30 см, не враховуючи 8-сантиметрового вилчастого хвоста. Спина та крила коричневі. Маківка голова зеленкувата, лоб та надбрівна смуга білі. Черево, низ крил та хвіст світло-блакитний з білими смугами. Дзьоб чорний, око коричневе, ноги темно-жовті.

## Спосіб життя
Живе у саванах. Трапляється поодинці, парами або групами до 20 птахів. Часто сидить на верхівках дерев та чагарників, звідки полює на комах, ящірок, скорпіонів, слимаків, дрібних птахів і гризунів. Гнізда облаштовує в дуплах дерев, термітниках, покинутих будинках. У гнізді 3—4 білих яєць. Насиджують обидва партнери по черзі.